# Cornelis Christiaan Berg
Pour les articles homonymes, voir Berg.
Cornelis Christiaan (Cees) Berg, né le 2 juillet 1934 à Bandung (Indonésie) et mort le 31 août 2012 à Rotterdam, est un botaniste néerlandais, spécialiste de la flore tropicale et notamment des Moraceae.